# Plectrohyla guatemalensis
Plectrohyla guatemalensis là một loài ếch thuộc họ Nhái bén.
Loài này có ở El Salvador, Guatemala, Honduras, và México.
Môi trường sống tự nhiên của chúng là vùng núi ẩm nhiệt đới hoặc cận nhiệt đới và sông ngòi.
Chúng hiện đang bị đe dọa vì mất môi trường sống.

## Hình ảnh

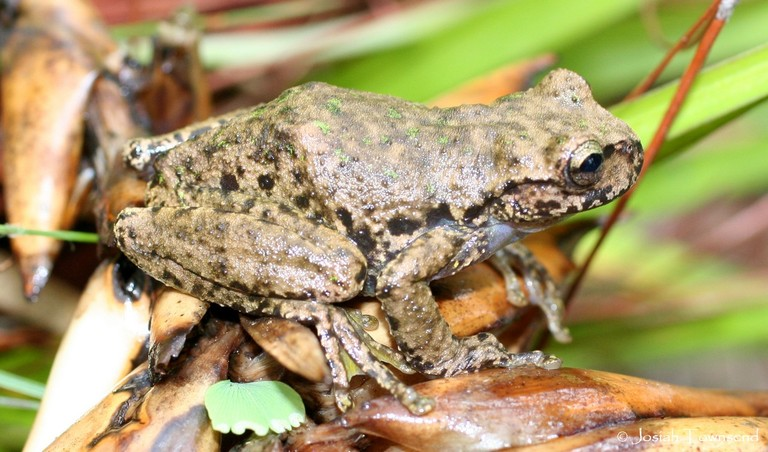